# Willem Nijholt
Willem Nijholt, né le 19 février 1934 ou le 19 juillet 1934 à  Gombong en Indonésie et mort le 23 juin 2023 à Amsterdam, est un acteur, danseur et chanteur néerlandais.

## Filmographie

### Cinéma
- 1971 : Daniël
- 1983 : Hans, het leven voor de dood
- 1984 : Ciske de Rat : Oom Henri
- 1987 : Havinck de Frans Weisz[3]
- 1989 : Alaska de Mike van Diem[4]
- 1992 : De nietsnut de Ab van Ieperen[5]
- 1993 : The Betrayed de Frans Weisz
- 1999 : Unter den Palmen de Miriam Kruishoop : Willem[6]
- 2001 : De vriendschap de Nouchka van Brakel : deux rôles, Gijsbrecht van der Zee et Anthony Seawell[7]
- 2002 : Pietje Bell :  Krantenmagnaat Stark
- 2003 : Peter Bell II: The Hunt for the Czar Crown de Maria Peters[8] : Krantenmagnaat Stark
- 2005 : De Griezelbus : Graaf Vlapono
- 2009 : Amsterdam de Ivo van Hove[9]

### Téléfilms
- 1960 : De Huzaren : Raphael
- 1961 : Bas Boterbloem : Postbode
- 1961 : Rikkel Nikkel, De Avonturen Van Een Robot : Vijandelijke soldaat
- 1963 : Vliegtuig In Gevaar : Tweede Balie employé
- 1963 : Die Vrouwtjes Van De Wereld : Gigolet
- 1963 : Schuld En Boete : L'étudiant Koch
- 1964 : Majoor Barbara : Charles Lomax
- 1968 : Oebele : Koen de Graaf
- 1971 : Die Journalistin : Sam Bennit
- 1972 : n Zomerzotheid : Robbert Padt van Heijendaal
- 1972 : Eva Bonheur : Nanning Storm
- 1974 : De Stille Kracht : Theo van Oudijck
- 1975 : Pleisterkade 17 :  Gilbert
- 1975-1976 : Kunt u mij de weg naar Hamelen vertellen, mijnheer? : Clovis van Wamp
- 1977-1978 : De Kris Pusaka : Ben van Rooyen
- 1981 : Mata Hari : Ladoux
- 1984 : Willem van Oranje : Filips II, Koning van Spanje
- 1985 : Een Sneeuw :   Frederik
- 1985 : Het Bloed Kruipt :  Thomas Rijssenbeek
- 1986 : Reagan: Let's Finish The Job : Frank Sinatra
- 1991 : Bij nader inzien :  David
- 1991 : Oog in oog : Ewout Lorentz
- 1993 : Op afbetaling : Krynie Woudema
- 1994 : Respect :  Ewout Lorentz
- 1994 : Wie aus weiter Ferne : Jules Coulée
- 1995 : Gestolen uren : Philip Muller
- 1995 : Een Huis in Jerusalem : Willem
- 1998 : Thuisfront : Martin
- 1999 : Maten : Hoofdofficier Meesingh
- 2003 : Het Zonnetje in Huis : Aldo de Waerd
- 2013 : 24 uur met... :  Gast

## Théâtre

### Pièces et comédies musicales
- 1961 : Irma La Douce : Douceur
- 1962 : Commissaris Fennedy
- 1963 : Voor Engelen Geen Automaten: Guilio
- 1963 : Cyrano
- 1966 : Een Verwarrend Nachtje
- 1967 : De Stunt: Nero Blijdenstijn
- 1968 : Gastacteur bij Nieuw Rotterdams Toneel
- 1971 : Theatershow Wim Sonneveld, Corrie van Gorp en Willem Nijholt
- 1973 : Kwartet Voor Twee
- 1974 : Wat Een Planeet
- 1975 : Een Kanibaal Als Jij En Ik
- 1977 : Foxtrot : Jules
- 1979 : Alle Laatjes Open
- 1980 : Onder De Vlag Van Hollywood
- 1981 : Kinderen van een mindere God
- 1985 : De Willem Nijholt Show
- 1986 : Publiek
- 1988 : Memoires - Het Leven Van Sarah Bernhardt : Pitou
- 1989 : Cabaret : Master of Ceremonies
- 1991 : Private Lives
- 1992 : De Markiezin ])
- 1994-1995 : Later is te laat
- 1995-1996 : You're the Top
- 1996 : Miss Saigon  De Regelaar
- 1999 : En Nu Wij
- 1999-2000 : Oliver! : Fagin
- 2002 : Lied In De Schemering
- 2002 : Musicals in Ahoy : Soliste
- 2002 : Richard Rodgers Songbook
- 2003-2004 : Een Man Om Op Te Vreten )
- 2007-2008 : Perfect Wedding

## Discographie

### Album studio
- 1978 : Kun je nog zingen, zing dan mee